# Ginástica rítmica nos Jogos Pan-Americanos de 2023 - Arco
A prova do arco da ginástica rítmica nos Jogos Pan-Americanos de 2023 foi disputado em 1 e 3 de novembro de 2023 no Centro de Esportes Coletivos, localizado no cluster do Estádio Nacional. Um total de 18 ginastas de 11 Comitês Olímpicos Nacionais (CON) participaram da competição.

## Calendário
Horário local (UTC−3).
| Data          | Hora  | Fase         |
| ------------- | ----- | ------------ |
| 1 de novembro | 16:00 | Qualificação |
| 3 de novembro | 11:10 | Final        |

## Medalhistas
| Ouro   | BRA Maria Eduarda Alexandre |
| Prata  | BRA Bárbara Domingos        |
| Bronze | USA Evita Griskenas         |

## Resultados

### Qualificação
As oito melhores ginastas na qualificatória se classificam para a final. Apenas duas ginastas por CON poderiam se classificar.
| Pos. | Ginasta                     | Nota E | Nota A | Nota D | Pen. | Total  | Notas |
| ---- | --------------------------- | ------ | ------ | ------ | ---- | ------ | ----- |
| 1    | BRA Maria Eduarda Alexandre | 8.100  | 7.950  | 17.5   |      | 33.550 | Q     |
| 2    | USA Evita Griskenas         | 8.250  | 8.150  | 16.4   |      | 32.800 | Q     |
| 3    | MEX Marina Malpica          | 8.250  | 8.000  | 16.5   | 0.10 | 32.650 | Q     |
| 4    | BRA Bárbara Domingos        | 8.000  | 8.100  | 15.9   |      | 32.000 | Q     |
| 5    | ARG Celeste D'Arcángelo     | 8.000  | 7.700  | 15.2   |      | 30.900 | Q     |
| 6    | USA Lili Mizuno             | 7.850  | 7.300  | 15.7   | 0.10 | 30.750 | Q     |
| 7    | BRA Geovanna Santos         | 6.600  | 7.250  | 15.1   | 0.30 | 28.650 |       |
| 8    | MEX Ledia Juárez            | 7.650  | 7.500  | 13.0   |      | 28.150 | Q     |
| 9    | CAN Carmel Kallemaa         | 7.750  | 7.450  | 12.5   |      | 27.700 | Q     |
| 10   | COL Lina Dussan             | 7.750  | 6.800  | 13.0   |      | 27.550 | R1    |
| 11   | COL Oriana Viñas            | 7.350  | 7.550  | 12.5   | 0.05 | 27.350 | R2    |
| 12   | CAN Tatiana Cocsanova       | 7.100  | 7.050  | 12.8   | 0.30 | 26.650 | R3    |
| 13   | ARG Martina Gil             | 6.800  | 7.150  | 11.7   | 0.05 | 25.600 |       |
| 14   | CHI Javiera Rubilar         | 6.950  | 7.050  | 11.5   |      | 25.500 |       |
| 15   | VEN Sophia Fernández        | 6.950  | 6.650  | 11.9   |      | 25.500 |       |
| 16   | CUB Gretel Mendoza          | 6.400  | 6.550  | 12.2   |      | 25.150 |       |
| 17   | PER Sofía Lay               | 6.800  | 5.950  | 11.0   | 0.05 | 23.700 |       |
| 18   | CRC Gloriana Sánchez        | 5.850  | 6.250  | 10.1   | 0.30 | 21.900 |       |

### Final
As ginastas realizaram uma única rotina, com as melhores pontuações definindo as medalhistas.
| Pos.              | Ginasta                     | Nota E | Nota A | Nota D | Pen. | Total  |
| ----------------- | --------------------------- | ------ | ------ | ------ | ---- | ------ |
| Medalha de ouro   | BRA Maria Eduarda Alexandre | 8.000  | 8.000  | 16.7   |      | 32.700 |
| Medalha de prata  | BRA Bárbara Domingos        | 7.950  | 8.050  | 16.6   | 0.05 | 32.550 |
| Medalha de bronze | USA Evita Griskenas         | 7.850  | 7.950  | 16.2   | 0.05 | 31.950 |
| 4                 | USA Lili Mizuno             | 7.550  | 7.650  | 15.5   | 0.05 | 30.650 |
| 5                 | MEX Marina Malpica          | 6.950  | 7.650  | 15.0   | 0.10 | 29.500 |
| 6                 | ARG Celeste D'Arcángelo     | 7.250  | 7.250  | 14.7   |      | 29.200 |
| 7                 | MEX Ledia Juárez            | 7.250  | 7.200  | 13.7   | 0.05 | 28.100 |
| 8                 | CAN Carmel Kallemaa         | 7.450  | 7.250  | 12.0   |      | 26.700 |